# Sol Invictus
Sol Invictus ("Sole invitto", ovvero "Sole mai sconfitto") o, per esteso, Deus Sol Invictus ("Dio Sole invitto") era un appellativo religioso usato per diverse divinità nel Tardo Impero romano, quali Helios, El-Gabal, Mitra e Apollo, che finirono per essere fra loro assimilate, nel periodo della dinastia dei Severi, all'interno di un monoteismo "solare".
Al contrario del precedente culto agreste di Sol Indiges ("Sole nativo" o "Sole invocato" - l'etimologia e il significato del termine indiges sono dubbie), il titolo Deus Sol Invictus fu formato per analogia con la titolatura imperiale Pius, Felix, Invictus (Devoto, Fortunato, Invitto).

## Storia

### In Egitto e Siria

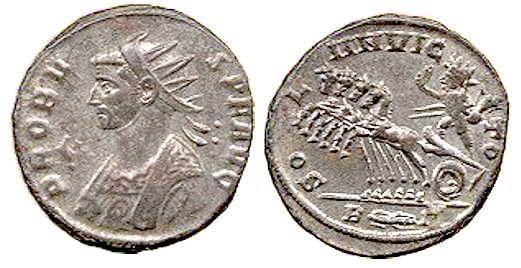
Antoniniano dell'imperatore Marco Aurelio Probo (280 circa), con Sol Invictus alla guida di una quadriga, con iscrizione SOLI INVICTO, "Al Sole Invitto". Notare come l'imperatore porti una corona radiata, attributo del dio.

Secondo alcuni autori, il culto del Sol Invictus discende da quello del Sol Indiges; secondo altri, ha invece origine in Oriente dove le celebrazioni rituali della nascita del Sole in Siria ed Egitto erano di grande solennità e prevedevano che i celebranti ritiratisi in appositi santuari ne uscissero a mezzanotte, annunciando che la Vergine aveva partorito il Sole, raffigurato come un infante. In particolare, è l'apologeta cristiano Epifanio di Salamina a segnalare che in alcune città d'Arabia e d'Egitto i pagani celebravano una festa dedicata al trionfo della luce sulle tenebre, e incentrata sulla nascita del dio Aîon, generato dalla vergine Kore, con un evidentissimo rimando alla dottrina dell'eterno ritorno: si noti che nella tradizione cosmologica greca "Aîon" era uno degli aspetti del Tempo, inteso nella sua valenza di eterno presente; in greco, inoltre, "kore" è la parola che designa genericamente la "fanciulla" ossia il femminile nelle sue infinite potenzialità,  Kore è anche il nome con cui è nota la figura mitologica di Persefone. La testimonianza di Epifanio è confermata anche da Cosma di Gerusalemme, che ancora nel VII secolo menziona la celebrazione di analoghe cerimonie nella notte tra il 24 e il 25 dicembre.

### Eliogabalo e Mitra
| Severo Alessandro: sesterzio | Severo Alessandro: sesterzio |
| --- | --- |
| | |
| IMP ALEXANDER PIVS AVG testa di Severo Alessandro a destra, con paludamentum appuntato sulla spalla sinistra e corona triumphalis; | P M TR P X-I COS III P [P], il Sole avanza verso sinistra. Alza il braccio destro, ha una frusta nella sinistra, la clamide appuntata sulla spalla destra, e la corona a raggi sulla testa; S C ai lati |
| 31 mm, 21,15 g, coniato nel 234 | |

Sebbene vi siano emissioni monetali del Sole risalenti almeno all'epoca di Caracalla, il culto acquisì importanza a Roma per la prima volta con Eliogabalo, proveniente da Emesa, in Siria, dove era sacerdote del culto di Elagabalus Sol Invictus, il Dio-Bolide solare della sua città natia. Nel 218, divenuto imperatore a quattordici anni dopo vicende complesse e turbolente, Eliogabalo si adoperò in ogni modo per diffondere il culto, tramite editti e facendo erigere sul Palatino un sontuoso tempio dedicato alla nuova divinità, ma incontrò una fortissima opposizione da parte del Senato e della guardia pretoriana. Con la morte violenta dell'imperatore nel 222, questo culto terminò il proprio breve periodo di successo, ma continuò per secoli in maniera residuale: l'iconografia introdotta durò per lungo tempo, e molti imperatori continuarono a essere ritratti sulle monete con l'immagine della corona radiata solare per quasi un secolo.
Il Sol Invictus compare inoltre come divinità subordinata associata al culto di Mitra. Il termine Invictus compare anche riferito a Mitra stesso e al dio Marte nelle iscrizioni private dei dedicanti e dei devoti.

### Culto del Sol Invictus a Roma

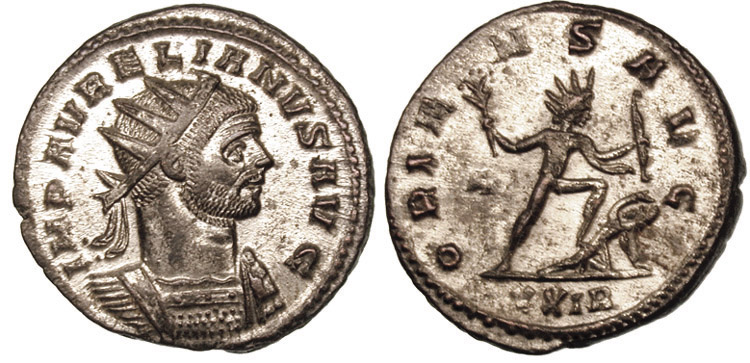
Aureliano con la corona radiata, su un antoniniano rinvenuto a Roma, 274-275

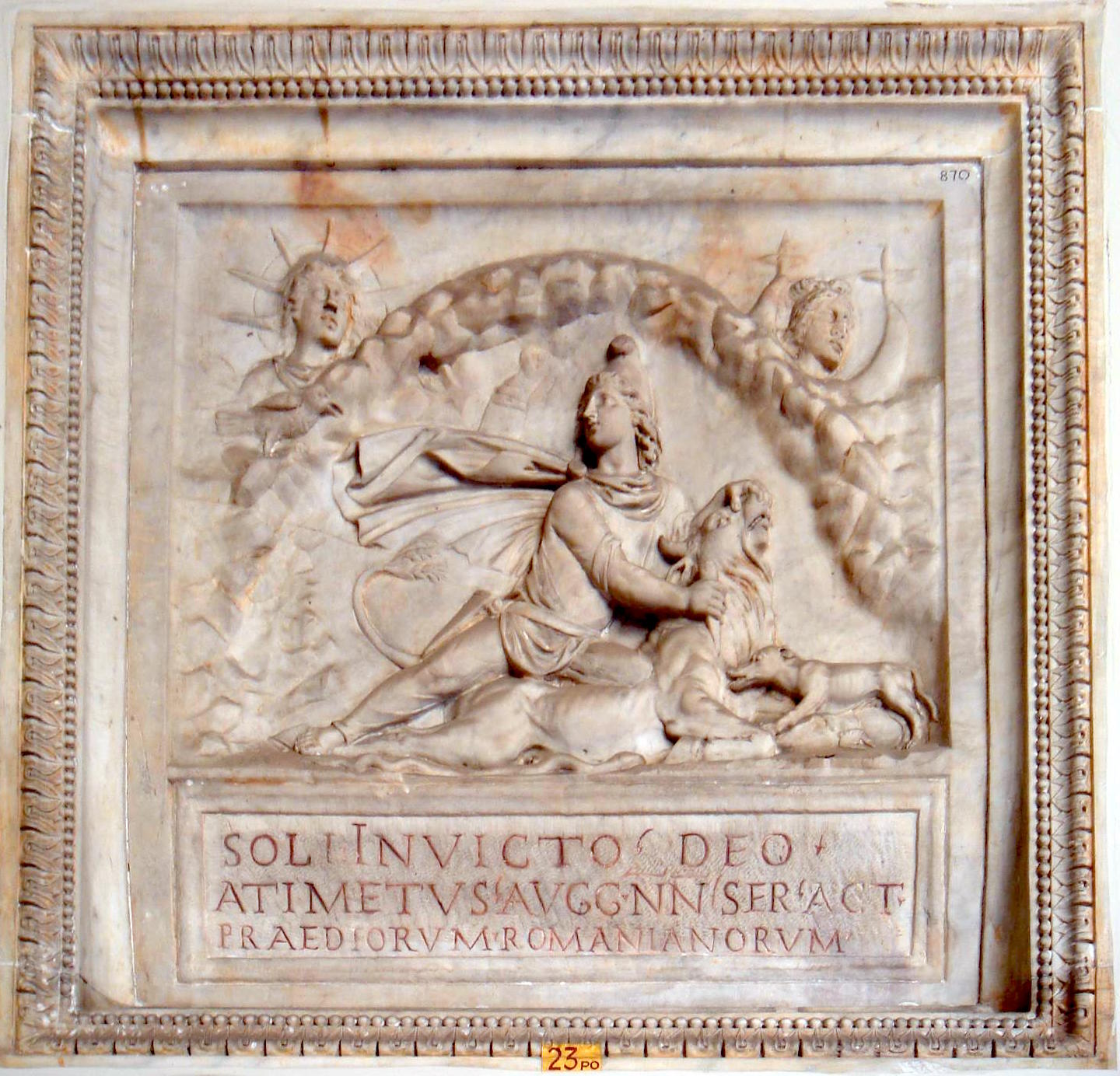
Mitra al centro e il Sol Invictus in alto a sinistra, Musei Vaticani

Nel 272 Aureliano sconfisse la principale nemica dell'impero, la regina Zenobia del Regno di Palmira, grazie all'aiuto provvidenziale della città-Stato di Emesa. L'imperatore stesso dichiarò di aver avuto la visione del dio Sole di Emesa, che interveniva per rincuorare le truppe in difficoltà nel corso della battaglia decisiva.
In seguito, nel 274, Aureliano trasferì a Roma i sacerdoti del dio Sol Invictus e ufficializzò il culto solare di Emesa, edificando un tempio sulle pendici del Quirinale e creando un nuovo corpo di sacerdoti (pontifices solis invicti). Comunque, al di là dei motivi di gratitudine personale, l'adozione del culto del Sol Invictus fu vista da Aureliano come un forte elemento di coesione dato che, in varie forme, il culto del Sole era presente in tutte le regioni dell'Impero. Anche molte divinità greco-romane, come Giove e Apollo, erano identificate con il Sole. Inoltre, come riferisce l'apologista cristiano Tertulliano, molti credevano erroneamente che gli stessi cristiani adorassero il Sole, ed è lecito pensare che l'iniziativa di unificare in un unico culto tante similitudini potesse servire a governare la forte ascesa del cristianesimo.
Sebbene il Sol Invictus di Aureliano non sia ufficialmente identificato con Mitra, richiama molte caratteristiche del mitraismo, compresa l'iconografia del dio rappresentato come un giovane senza barba.
Aureliano consacrò il tempio del Sol Invictus in una data ignota verso la fine del 274, facendo del dio-Sole la principale divinità del suo impero e, come altri prima di lui, fu raffigurato con una corona a raggi. Si presume che a lui risalga la festa solstiziale del Dies Natalis Solis Invicti, il "Giorno di nascita del Sole Invitto". La scelta di questa data poteva rendere più importante la festa, in quanto la innestava, concludendola, sulla festa romana più antica, i Saturnali.
La celebrazione del Sole Invitto proprio il 25 dicembre è tuttavia testimoniata solo nel Cronografo del 354 insieme alla testimonianza del Natale, di cui si trova traccia già nel Commentario su Daniele di sant'Ippolito di Roma, risalente al 203-204. Durante il regno di Licinio la celebrazione del Sol Invictus si svolse il 19 dicembre, data forse più prossima al solstizio astronomico nel calendario allora in vigore. La festa era celebrata anche in altre date, ad esempio dal 19 al 22 ottobre.
La prima testimonianza della celebrazione del Natale cristiano successiva al Cronografo del 354 risale al 380, grazie ai sermoni di san Gregorio di Nissa. La festa del Natale di Cristo, infatti, non è riportata nei più antichi calendari delle festività cristiane in quanto i cristiani prediligevano altre feste fra cui oltre alla Pasqua anche l'Epifania/Battesimo di Gesù e il concepimento, ipotizzato 33 anni esatti prima della morte di Gesù. Fra le date festive più antiche figurano proprio il 6 gennaio e il 28 marzo (o altra data pasquale per il presunto anno di nascita di Gesù).
Durante le persecuzioni dei Cristiani, a causa di una grave pestilenza che devastava l'impero, Gallo ordinò di compiere sacrifici in onore di Apollo-Sole.

### "Al compagno Sole Invitto"

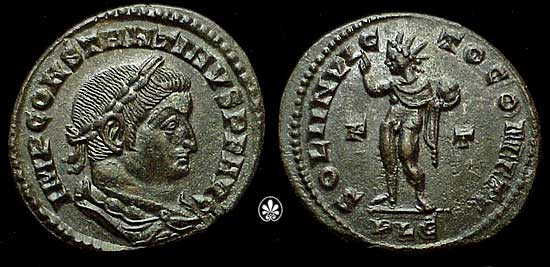
Moneta di Costantino, con una rappresentazione del Sol Invictus e l'iscrizione SOLI INVICTO COMITI, "al compagno (di Costantino), il Sole Invitto"

Massenzio, vinto da Costantino sul Ponte Milvio il 28 ottobre 312, era un cultore di Apollo-Sole.
Anche l'imperatore Costantino sarebbe stato un cultore del Dio Sole, in qualità di Pontifex Maximus dei Romani. Egli, infatti, raffigurò il Sol Invictus sulla sua monetazione ufficiale, con l'iscrizione SOLI INVICTO COMITI, "Al compagno Sole Invitto", definendo quindi il dio come un compagno dell'imperatore.
Con un decreto del 7 marzo 321 Costantino stabilì che il primo giorno della settimana (il giorno del Sole, Dies Solis) doveva essere dedicato al riposo:
(Codice giustinianeo 3.12.2)
Letteralmente natale significa "nascita". La festività del Dies Natalis Solis Invicti ("Giorno di nascita del Sole Invitto") veniva celebrata nel momento dell'anno in cui la durata del giorno cominciava ad aumentare dopo il solstizio d'inverno: la "rinascita" del sole.
Il termine solstizio viene dal latino solstitium, che significa letteralmente "sole fermo" (da sol, "sole", e sistere, "stare fermo").
Infatti nell'emisfero nord della Terra tra il 22 e il 24 dicembre il sole sembra fermarsi in cielo (fenomeno tanto più evidente quanto più ci si avvicina all’equatore). In termini astronomici, in quel periodo il sole inverte il proprio moto nel senso della declinazione, cioè raggiunge il punto di massima distanza dal piano equatoriale. Il buio della notte raggiunge la massima estensione e la luce del giorno la minima. Si verificano cioè la notte più lunga e il dì più corto dell’anno. Subito dopo il solstizio, la luce del giorno torna gradatamente ad aumentare e il buio della notte a ridursi fino al solstizio d'estate, in giugno, quando avremo il giorno più lungo dell’anno e la notte più corta. Il giorno del solstizio cade generalmente il 21, ma per l’inversione apparente del moto solare diventa visibile il terzo/quarto giorno successivo. Il sole, quindi, nel solstizio d’inverno giunge nella sua fase più debole quanto a luce e calore, pare precipitare nell’oscurità, ma poi ritorna vitale e "invincibile" sulle stesse tenebre. E proprio il 25 dicembre sembra rinascere, ha cioè un nuovo "Natale". Questa interpretazione "astronomica" può spiegare perché il 25 dicembre sia una data celebrativa presente in culture e luoghi così distanti tra loro.
Dopo aver abbracciato la fede cristiana, nel 330 l'imperatore ufficializzò per la prima volta il festeggiamento della natività di Gesù, che con un decreto fu fatta coincidere con la festività pagana della nascita di Sol Invictus. Il "Natale Invitto" divenne il "Natale" cristiano.
Verso la metà del IV secolo papa Giulio I ufficializzò la data del Natale da parte della Chiesa cattolica, come tramandato da Giovanni Crisostomo nel 390:
(Giovanni Crisostomo)

### L'editto di Teodosio
La religione del Sol Invictus restò in auge fino all'editto di Tessalonica del 27 febbraio 380, in cui Teodosio I stabiliva che l'unica religione di Stato era il cristianesimo di Nicea, bandendo di fatto ogni altro culto.
Il 3 novembre 383 il Dies Solis, chiamato anche Dies Dominicus, giorno del Signore, in accordo con l'uso cristiano attestato da quasi tre secoli (cfr. Apocalisse 1, 16), fu dichiarato giorno di riposo obbligatorio per le liti giuridiche, per gli affari e per la riscossione dei debiti, comandando che fosse considerato sacrilego chi non ottemperava all'editto:
(Codice teodosiano, xi.7.13)

## Sol Invictuse cristianesimo
La terminologia relativa alla luce e alle sue fonti: lucerna, fuoco, stelle, Luna e -primo fra tutti- Sole, si riferisce innanzitutto alla loro realtà fisica. In seguito all'esperienza umana questi termini si caricarono di ulteriori significati e divennero metafora o simbolo, assumendo sensi più ampi e complessi. Ad esempio la luce si contrappone all'oscurità, il giorno alla notte e per questo motivo la luce diventa simbolo di verità, di conoscenza, di consapevolezza che si contrappone all'oscurità dell'ignoranza e della menzogna. Questo processo è molto antico e ha portato per esempio i popoli mesopotamici ad attribuire al dio sole Šamaš il compito di garantire la giustizia e il rispetto degli accordi. Già nella stele di Hammurabi il re babilonese è ritratto mentre riceve da Šamaš le leggi che poi promulgherà.

### Il Sole come simbolo ebraico del Messia
Un legame tra il Sole e la figura del Messia atteso dal popolo ebraico compare nella profezia biblica: 
(Libro di Malachia, 3, 20-21.)
Questa immagine della giustizia di Dio come astro splendente risale al libro di Isaia (Is 30, 26 e Is 62, 1) ed è ripresa anche nel libro della Sapienza (Sap 5, 6).

L'utilizzo del Sole come simbolo messianico nel periodo immediatamente precedente la nascita del giudeo-cristianesimo si ritrova nei manoscritti del Mar Morto:
(Apocrifo di Levi (4Q541), frammento 9, colonna 1, righe 2-6.)

### Simbolismo solare associato a Gesù
Il riferimento al sole è condizionato dal fatto che il Vangelo afferma che Dio stesso è Luce: "Questo è il messaggio che abbiamo udito da lui e che ora vi annunziamo: Dio è luce e in lui non ci sono tenebre" 1 Gv 1,5).
L'annuncio dell'arrivo di un Sole di giustizia, presente nel libro di Malachia che conclude il Tanakh, è stato interpretato dai cristiani come un annuncio profetico della nascita di Gesù. La presenza di un importante annuncio era resa ancora più verosimile dal fatto che Malachia non è il nome dell'autore del libro, ma significa messaggero. Questa interpretazione è implicita già nel primo capitolo del vangelo secondo Luca (Lc 1, 78-79), in cui Zaccaria, quando preannuncia che Giovanni Battista andrà "dinanzi al Signore a preparargli la via", profetizza che la misericordia di Dio "ci visiterà un sole che sorge dall’alto, per risplendere su quelli che stanno nelle tenebre e nell’ombra di morte, e dirigere i nostri passi sulla via della pace»", e infatti nel capitolo successivo Gesù è presentato come "luce per illuminare le nazioni" (cfr. Lc 2, 32).
Il simbolismo teologico "Cristo-Luce" è caratteristico del Vangelo secondo Giovanni (cfr. Gv 1, 4-9 e Gv 8, 12), che mette spesso in evidenza la contrapposizione tra luce e tenebra. Nelle epistole paoline la simbologia della luce è molto presente con una grande ricchezza di sfumature e significati (ad es. Ef 5, 8-14), tra i quali viene associato anche il Messia citato in modo simile nella letteratura rabbinica: «Il popolo che camminava nelle tenebre ha visto una grande luce; su coloro che abitavano in terra tenebrosa una luce rifulse». (cfr. Is 9,1).
Se la simbologia della luce è ben presente nel Nuovo Testamento, il Sole non viene quasi mai associato esplicitamente a Cristo. Il Sole come termine ricorre 22 volte e solo due volte viene usato come paragone per lo splendore del volto di Gesù. La prima circostanza è la trasfigurazione, durante la quale il volto di Gesù splendeva come il sole (Mt 17, 2). Anche nell'Apocalisse di Giovanni, quando Cristo appare all'apostolo: "il suo volto somigliava al sole quando splende in tutta la sua forza" (Ap 1, 16).
Il simbolismo solare è invece molto comune fra i primi scrittori cristiani, che distinsero il "vero Sol iustitiae da quello venerato dai pagani e dai manichei". Il simbolismo era anche stimolato dal racconto della risurrezione, di cui il risorgere quotidiano del Sole può essere considerato una metafora.

### Il simbolismo solare nell'iconografia cristiana

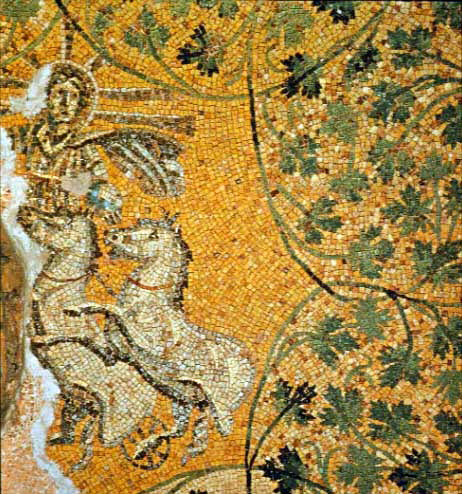
Mosaico del III secolo nella Necropoli vaticana sotto la basilica di San Pietro, nella volta nel Mausoleo dei Giulii: è stata avanzata l'ipotesi che sia una raffigurazione di Gesù nelle vesti del dio-sole Apollo-Helios/Sol Invictus alla guida del carro

L'iconografia cristiana delle origini utilizzò sistematicamente temi iconografici pagani, soprattutto nei primi tre secoli, quando il rischio delle persecuzioni impediva l'uso in luoghi come le catacombe di simboli troppo esplicitamente cristiani. Furono perciò adottati anche attributi solari per alludere a Cristo, come la corona radiata del Sol Invictus o, in alcuni casi, il carro solare. Un mosaico forse raffigurante Gesù come Apollo-Helios è stato scoperto in un mausoleo sotto la basilica di San Pietro e datato circa al 250, nel periodo cioè delle persecuzioni di Valeriano. La valenza cristiana del mosaico si dedurrebbe dai tralci di vite che circondano l'immagine del dio Helios.
Fin dagli albori del cristianesimo le chiese cristiane - dove era possibile - furono orientate con l'abside a Oriente. Ciò potrebbe avere un'interpretazione solare dato che l'Oriente può essere considerato simbolicamente il punto dove sorge il sole (invitto dopo la lotta contro le tenebre) e sale nel cielo. La presenza di affreschi del Cristo Pantocratore nell'abside delle prime chiese rafforzerebbe l'identificazione del Risorto con il Sole. Tuttavia, già secoli prima del culto del Sol invictus, il tempio di Salomone era orientato lungo l'asse est-ovest (ma con l'ingresso a est). Anche le sinagoghe dovevano essere orientate a est tutte le volte che non era possibile orientarle verso Gerusalemme.
L'utilizzo del sole come simbolo cristologico è durato nei secoli sino a oggi. Anche nell'abside esterna del Duomo di Milano vi è la raffigurazione della Trinità, in cui il Cristo è raffigurato non come una persona umana ma come un sole fiammeggiante di pietra. Il monogramma IHS sormontato da una croce e posto dentro una razza fiammante è uno dei più comuni cristogrammi (ripreso come simbolo della Compagnia di Gesù, per esempio). Gli ostensori, che avevano inizialmente una forma di teca (ostensori architettonici) hanno per lo più la forma di disco solare. La razza (o raggiera) fiammante è considerata uno dei simboli più tipici del sole.

### Sovrapposizione fra culto solare e culto cristiano

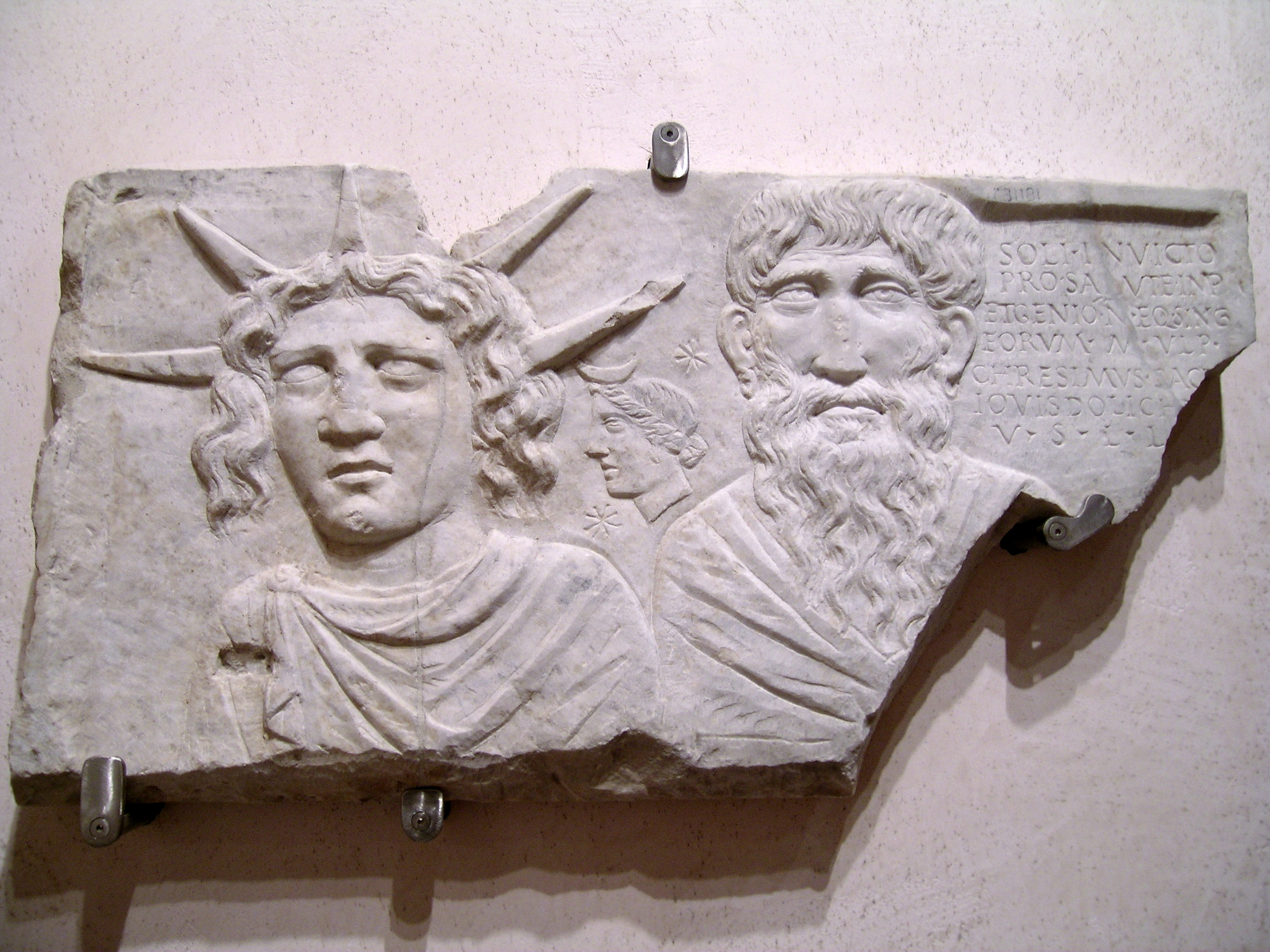
Sol Invictus presso il Museo nazionale romano

Molto prima che Eliogabalo e i suoi successori diffondessero a Roma il culto siriaco del Sol invictus, molti Romani ritenevano che i cristiani adorassero il sole:
(Adriano)
(Tertulliano, Ad nationes, apologeticum, de testimonio animae)
Questa confusione era senz'altro favorita dal fatto che Gesù era risorto nel primo giorno della settimana, quello dedicato al sole, e perciò i cristiani avevano l'abitudine di festeggiare proprio in quel giorno (oggi chiamato domenica):
(Giustino, II secolo)
Questa scelta liturgica era inevitabile. Il giorno del sole, infatti, non solo era proprio il primo della settimana, quello in cui Gesù era risorto, ma anche aveva una valenza metaforica teologicamente e scritturalmente corretta. L'abitudine di chiamare tale giorno "giorno del Signore" (dies dominica, da cui, appunto il nome domenica) compare per la prima volta alla fine del I secolo (Apocalisse 1, 10) e poco dopo nella didaché, prima cioè che il culto del Sol Invictus prendesse piede.
Anche la decisione di celebrare la nascita di Cristo in coincidenza col solstizio d'inverno ha dato origine a molte controversie, dato che le date di nascita di Gesù fornite dai Vangeli sono imprecise e di difficile interpretazione. Le prime notizie di feste cristiane per celebrare la nascita di Cristo risalgono circa all'anno 200. Clemente Alessandrino riporta diverse date festeggiate in Egitto, che sembrano coincidere con l'Epifania o col periodo pasquale (cfr. Data di nascita di Gesù). Nel 204 circa, invece, Ippolito di Roma propone il 25 dicembre (e la correttezza storica di tale scelta sembrerebbe essere stata approssimativamente confermata da recenti scoperte). La decisione delle autorità romane, tuttavia, di uniformare la data delle celebrazioni proprio il 25 dicembre potrebbe essere stata stabilita in buona parte per motivi "politici" in modo da congiungersi e sovrapporsi alle feste pagane dei Saturnali e del Sol invictus.
La confusione delle date liturgiche fra i culti continuò per un certo periodo, anche perché ovviamente l'editto di Tessalonica, che proibiva i culti diversi dal cristianesimo, non determinò la conversione immediata dei pagani. Ancora ottanta anni dopo, nel 460, il papa Leone I sconsolato scriveva:
(Papa Leone I, 7° sermone tenuto nel Natale del 460 - XXVII-4)
La sovrapposizione fra culto solare e culto cristiano ha dato origine a molte controversie, tanto che alcuni hanno sostenuto che il cristianesimo sia stato pesantemente influenzato dal mitraismo e dal culto del Sol invictus o addirittura trovi in essi la sua radice vera. Questa ipotesi si forma durante il Rinascimento, ma si è diffusa negli ultimi decenni del XX secolo, tanto da essere considerata (se non accettata) perfino negli ambienti più progressisti delle chiese cristiane. Un esempio di questa ipotesi ce lo fornisce il vescovo siriano Jacob Bar-Salibi che, alla fine del XII secolo, scrive:
(Jacob Bar-Salibi)
In tempi recenti, il cardinale Joseph Ratzinger (poi papa Benedetto XVI) parla della cristianizzazione della festa antico-romana dedicata al sole e agli dei che lo rappresentavano.